# Jérôme von Schlotheim
Jérôme Napoléon „Hieronymus“ Freiherr von Schlotheim (* 26. Januar 1809 in Kassel; † 4. März 1882 in Potsdam) war ein deutscher Politiker der Frankfurter Nationalversammlung sowie preußischer Landrat in den Kreisen Wreschen (1838–1845), Bomst (1846–1851), Teltow (1851 kommissarisch) und Randow (1852–1855).

## Herkunft
Jérôme Napoléon wurde 1809 als jüngster Sohn des Generals Freiherr Ernst Wilhelm von Schlotheim (1764–1845), dem Stadtkommandanten von Kassel, geboren. Seine Mutter war Charlotte Sophie Sabine Dorothea von Lehsten (1772–1840). Sein älterer Bruder war Carl von Schlotheim, ein Schwiegersohn von Jérôme Bonaparte.

## Leben und Wirken
Hieronymus von Schlotheim diente bis 1836 als königlich-preußischer Offizier. Zudem war er Eigentümer des Gutes Kownaty im Kreis Wreschen. Ab 1838 wirkte er als Landrat und wechselte 1852 als Landrat sowie Polizeidirektor nach Stettin. Von 1854 bis 1869 arbeitete er als Oberregierungsrat in Minden und Frankfurt (Oder). Es folgte die Tätigkeit des Landdrostes/Regierungspräsidenten für den Regierungsbezirk Lüneburg von 1869 bis 1873. In den Jahren 1873 bis 1881 wirkte Schlotheim als Regierungsvize- und Regierungspräsident in Potsdam.
Er war Kurator des Evangelisch Stiftischen Gymnasiums Gütersloh.

## Familie
Schlotheim heiratete am 10. Februar 1837 in Deutsch-Wartenberg Dorothea (Dorette) von Wurmb (*  14. Mai 1815; † 25. Oktober 1853), eine Tochter des Königlich Preußischen Regierungs- und Forstrats Friedrich Carl Albrecht von Wurmb und der Wilhelmine von Goeckingk.
- Berthold Carl Clemens (* 16. November 1840; † 27. Januar 1888), Forstmeister in Schleswig ⚭ 1875 Helene Florentine Stach von Goltzheim (* 4. Januar 1853)
- Thekla Camilla Luitgarde Wilhelmine (* 25. Juni 1839)

Nach dem Tod seiner ersten Frau heiratete er am 2. Februar 1860 in Kassel die Freiin Charlotte von Haynau (* 15. November 1823; † 2. März 1906), eine Tochter des General Carl von Haynau und der Elisabeth von Trott zu Solz.
- Mathilde Friederike Kathinka Thekla (* 11. November 1860)
- Werner Eduard Berthold (* 24. Januar 1862)
- Luise Dorette Amalie Karoline (* 9. Mai 1864)